# Urasterias
Urasterias is een geslacht van zeesterren uit de familie Asteriidae.

## Soort
- Urasterias lincki (Müller & Troschel, 1842)